# Вълчо Славов
Вълчо Узунов Славов е български офицер и революционер, чокенски войвода на Вътрешната македоно-одринска революционна организация.

## Биография
Вълчо Славов е роден на 12 януари 1869 година в новозагорското село Пет могили, тогава в Османската империя. Завършва школата за запасни подпоручици през 1892 година и служи в 28 пехотен полк. През 1903 година заминава в Одринска Тракия, където е определен за войвода на ВМОРО в Чокенско. През Илинденско-Преображенското въстание действа с четите на Марин Чолаков и Михаил Сидеров при нападението на Кюстюкьой. Вълчо Славов участва във войните за национално обединение и достига до чин капитан като служи в 44 пехотен полк. Умира в родното си село на 28 октомври 1939 година.